# Filmåret 1942

## Årets filmer

### A - G
- Casablanca[1]
- Den förste Bernadotte
- Den gyllene staden
- Doktor Glas
- Dårarnas Paradis
- En sjöman i frack
- En trallande jänta
- En äventyrare
- Fallet Ingegerd Bremssen
- Fantasia
- Farliga vägar
- Flickan i fönstret mitt emot
- Flygets käcka gossar
- Gula kliniken
- Guldfågeln

### H - N
- Halta Lottas krog
- Han kom om natten
- Himlaspelet
- I gult och blått
- Jacobs stege
- Kan doktorn komma?
- Livet på en pinne
- Löjtnantshjärtan

### O - U
- Rid i natt!
- Rovdjurskvinnan
- Sherlock Holmes och det hemliga vapnet
- Ta hand om Ulla
- Tre skojiga skojare

### V - Ö
- Vi hemslavinnor
- Vårat gäng
- Över Stilla havet

## Födda
- 3 januari – John Thaw, brittisk skådespelare - kommissarie Morse.
- 10 januari – Walter Hill, amerikansk filmregissör, manusförfattare och filmproducent.
- 11 januari – Clarence Clemons, amerikansk skådespelare och musiker, saxofonist i The E Street Band.
- 14 januari – Stig Engström, svensk skådespelare.
- 16 januari – Doris Funcke, svensk skådespelare och konstnär.
- 29 januari – Laila Novak, svensk fotomodell, mannekäng och skådespelare.
- 1 februari – Terry Jones, brittisk komiker och skådespelare, medlem i Monty Python.
- 3 februari – Gunnar Edander, svensk kompositör, arrangör av filmmusik.
- 15 februari – Gunilla Åkesson, svensk skådespelare och sångerska.
- 16 februari – Bob Asklöf, svensk skådespelare och sångare.
- 24 februari – Paul Jones, brittisk sångare, munspelare och skådespelare.
- 1 mars – Maj Wechselmann, svensk regissör och dokumentärfilmare.
- 3 mars – Björn Gedda, svensk skådespelare.
- 21 mars – Françoise Dorléac, fransk skådespelare.
- 25 mars – Richard O'Brien, brittisk skådespelare, författare och kompositör.
- 27 mars
  - Hans Ernback, svensk skådespelare, teaterregissör dramatiker och konstnär.
  - Michael York, brittisk skådespelare.
- 4 april – Monique Ernstdotter, svensk skådespelare.
- 6 april – Annelie Alexandersson, svensk dansare och skådespelare.
- 13 april – Bill Conti, amerikansk filmmusikkompositör.
- 24 april – Barbra Streisand, amerikansk skådespelare.
- 6 maj – Lars Molin, svensk filmregissör och författare.
- 19 maj – Flemming Quist Møller, dansk musiker, illustratör, filmarbetare och författare.
- 23 maj
  - Rolf Andersson, svensk dansare och skådespelare.
  - Sandra Dee, amerikansk skådespelare och sångerska.
  - Britt-Louise Tillbom, svensk skådespelare.
- 27 maj – Björn Henricson, svensk filmproducent.
- 26 juni – Gilberto Gil, brasiliansk musiker och kulturminister.
- 27 juni – Christer Abrahamsen, svensk filmproducent.
- 28 juni – Björn Isfält, svensk kompositör, arrangör av filmmusik.
- 7 juli – Kaj Ellertsson, svensk filmproducent.
- 13 juli – Harrison Ford, amerikansk skådespelare.
- 24 juli – Chris Sarandon, amerikansk skådespelare.
- 31 juli –  Jan Bergquist, svensk dramatiker och skådespelare.
- 17 augusti – Roshan Seth, indisk skådespelare.
- 18 augusti – Sten Elfström, svensk skådespelare.
- 20 augusti – Isaac Hayes, amerikansk soulsångare, kompositör, musiker och skådespelare.
- 5 september – Werner Herzog, västtysk/tysk filmregissör.
- 12 september – Linda Gray, amerikansk skådespelare.
- 15 september – Stefan Böhm, svensk skådespelare, regissör och teaterledare.
- 6 oktober – Britt Ekland, svensk skådespelare.
- 11 oktober – Amitabh Bachchan, indisk skådespelare.
- 12 oktober – Daliah Lavi, israelisk skådespelare.
- 15 oktober – Penny Marshall, amerikansk skådespelare, filmproducent och regissör.
- 26 oktober
  - Bob Hoskins, brittisk skådespelare.
  - Kenneth Johnson, amerikansk regissör.
- 27 oktober – Marie Göranzon, svensk skådespelare.
- 5 november – Ingrid Boström, svensk skådespelare.
- 17 november – Martin Scorsese, amerikansk filmregissör.
- 18 november – Susan Sullivan, amerikansk skådespelare.
- 24 november – Billy Connolly, brittisk komiker, musiker och skådespelare.
- 9 december – Dick Butkus, amerikansk amerikansk fotbollsspelare och skådespelare.
- 23 december
  - Lars-Erik Berenett, svensk skådespelare.
  - Grynet Molvig, norsk skådespelare.
- 30 december
  - Michael Nesmith, amerikansk skådespelare och musiker, medlem av The Monkees 1966 –1969.
  - Fred Ward, amerikansk skådespelare.

## Avlidna
- 29 maj – John Barrymore, 60, amerikansk skådespelare.
- 10 juni – Stanley Lupino, 49, brittisk skådespelare, författare och dramatiker.
- 5 juli – Karin Swanström, 69, svensk skådespelare, regissör, producent och teaterdirektör.
- 10 juli – Viran Rydkvist, 62, svensk skådespelare och teaterdirektör.
- 3 november – Eric Abrahamsson, 52, svensk skådespelare.
- 20 november – Emma Meissner, 76, svensk operettsångerska (sopran) och skådespelare.
- 24 december – Bertil Schedin, 44, svensk skådespelare.

### Fotnoter
1. ↑  IMDB, läst 29 februari 2012